# Ясамальский район
Ясамальский район (азерб. Yasamal rayonu) — один из 12 административных районов города Баку. Граничит с Насиминским, Сабаильским и Карадагским районами Баку. Является административным центром Баку.

## История
Район образован в 1936 году и назывался Октябрьским. 
24 января 1939 года из части его территории образован Джапаридзевский район 4 декабря 1956 года присоединён обратно.
В 1990 году Октябрьский район переименован в Ясамальский. 
Исторически район подразделяется на Ясамал и Йени (новый) Ясамал.

## Административное устройство
Деятельность исполнительной власти Ясамальского района основана на «Положении о местных исполнительных властях», утверждённой указом Президента Азербайджана №13 от 16 июня 1999 года 8.
В районе 1 муниципалитет.

## Население
По Всесоюзной переписи населения 1989 года в Ясамальском районе проживало 220 300 человек. Согласно статистическим данным на январь 2010 года население Ясамальского района составляло 233 600 человек.
На 1 января 2021 года население района составляло 249 335 человек, что составляло 10,84 % населения г. Баку.

## Жилищный сектор
Ясамальский район лидирует по числу возводимого в Баку первичного жилья. Около 40 % строящихся новостроек Баку приходится на долю района.
С конца 2010-х по начало 2020-х годов Йени Ясамал был полностью застроен высотными зданиями. При этом преобладает точечная застройка.
24 декабря 2016 года начато строительство Ясамалского жилого комплекса по проекту Государственного агентства жилищного строительства Азербайджана. Комплекс стал первым проектом Агентства. Площадь комплекса — 1,6 гектар. Комплекс должен состоять из 29 многоквартирных жилых зданий. 17 из них — двублочные и девятиэтажные, 12 — одноблочные и 12-этажные. Всего в комплексе 1854 квартир (301 однокомнатная, 1110 двухкомнатных, 443 трёхкомнатных).
Осуществляется снос старых домов на территории, известной как «Советская». В апреле 2025 года начато планирование сноса домов по правую сторону от Азербайджанского драматического театра и старых зданий между улицей Низами и мечетью Тезепир.
21 мая 2025 года начался снос жилых и нежилых зданий от угла мечети Тезепир до зданий МВД и Генеральной прокуратуры. В виде компенсации выплачивается 2 700 манат за 1 м2 жилых помещений, и 3 000 манат за 1 м2 коммерческой недвижимости. После сноса освободившуюся территорию планируется присоединить к Центральному парку. 

## Образование
В районе расположены крупнейшие университеты Азербайджана, такие как Бакинский Государственный Университет, Азербайджанский технический университет, Азербайджанский университет архитектуры и строительства, Азербайджанский государственный университет культуры и искусств, Азербайджанская дипломатическая академия, Бакинский Университет Бизнеса.
Действует 28 общеобразовательных средних и 4 среднеспециализированные школы.

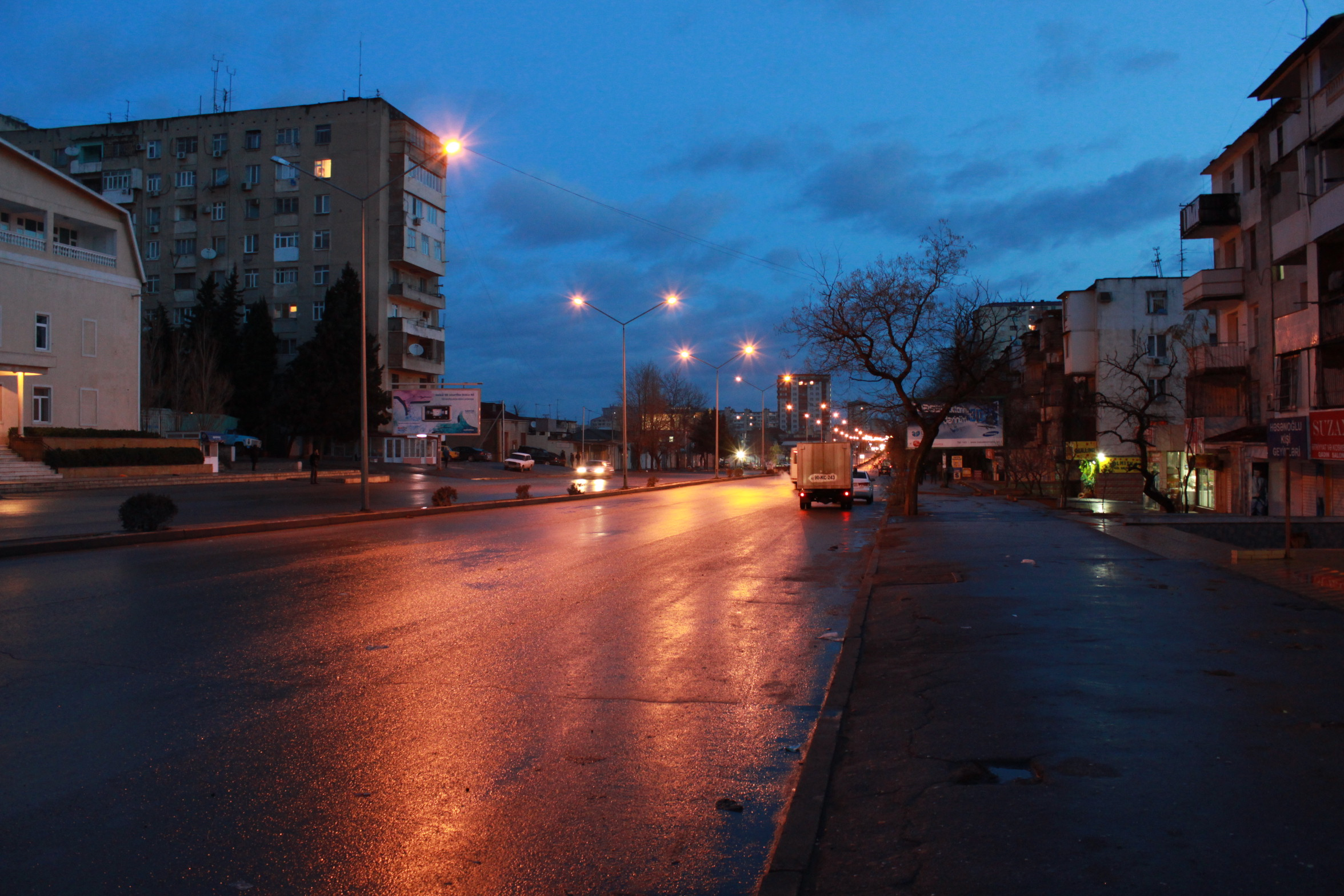
Улица Шарифзаде

## Культура
В районе действуют 3 музея, 8 библиотек, 4 музыкальные школы, 2 центра культуры и детская филармония. Полностью перестроен парк имени Газанфара Мусабекова.
На территории района расположен Центральный парк. 7 ноября 2024 года открыта третья часть Центрального парка.

## Религиозные общины
Список религиозных общин на территории Ясамальского района, зарегистрированных Государственным Комитетом Азербайджанской Республики по Работе с Религиозными Образованиями:
- Религиозная община мечети «Гасымбек Джума»

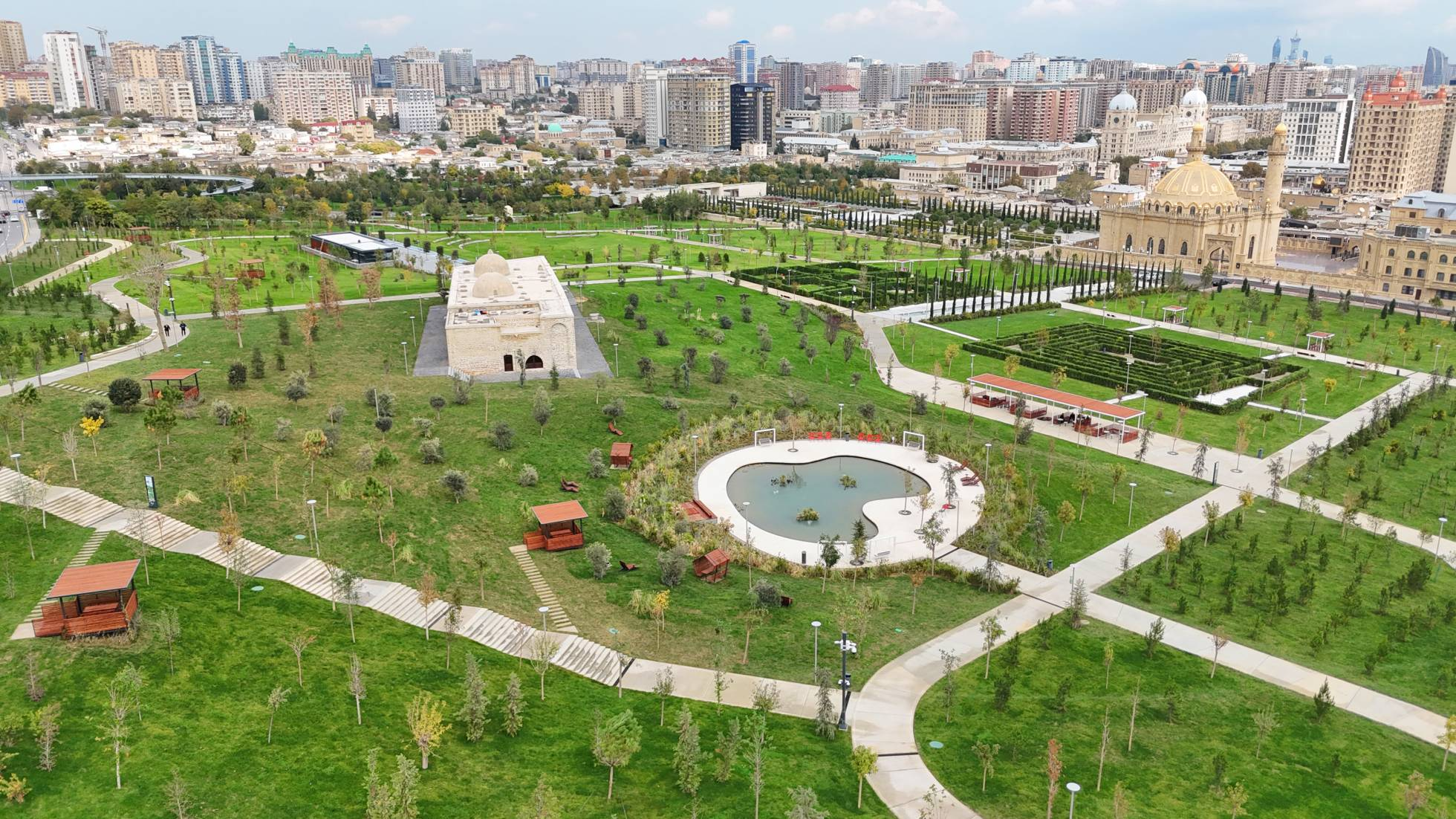
Центральный парк

- Религиозная община мечети «Имам Гусейн»
- Религиозная община мечети «Тязя Пир»
- Религиозная община мечети «Хаджи Солтанали — 1»
- Религиозная община мечети «Ханым Фатима-Захра»

## Здравоохранение
Действуют Республиканская больница, Экспериментальная больница, 10 поликлиник, 15 узкоспециализированных медицинских учреждений. В Ясамальском районе находится Национальный Онкологический Центр.

## Спорт
На территории района расположено большое количество спортивных сооружений и арен, два стадиона, несколько шахматных клубов, спортивно-выставочный комплекс им. Гейдара Алиева.

## Главы
Первые секретари районного комитета партии:
- Султан Кафар-заде (5 января 1939 — 2 декабря 1940)
- Бике Алиева (1953—?)
- Рашид Меджидов (1956—?)
- Джамаладдин Рзаев[азерб.] (1959—1961)
- Юнис Мамедов (1961—?)
- Айдын Мамедов (1968—1971)
- Назим Ибрагимов (1971—1980)
- Сиявуш Алиев (1980—1984)
- Фаиг Хасполадов (?—1987)
- А.И. Рустамов (1987—1990)
- Иса Гарашов (1990—?)

С 1991:
- Ариф Агагулу оглы Агаев (1991 — 30 июля 1992)[14]
- Сахиб Мамедов[азерб.] (30 июля 1992 — 5 мая 1993)[14][15]
- Расим Мирзагусейн оглы Нифталиев (5 мая 1993 — 12 июля 1993)[15][16]
- Ариф Агагулу оглы Агаев (9 августа 1993 — 2000)[17]
- Азер Адилхан оглы Алиев (5 декабря 2000 — 26 сентября 2006)[18][19]
- Ибрагим Мехдиев[азерб.] (26 сентября 2006 — 1 июля 2017)[20][21][4]
- Азиз Азизов (2 февраля 2018 — 12 ноября 2019)[22][23]
- Эльшад Гасанов (с 12 ноября 2019)[24]